# سودینگبرگ
سودینگبرگ (به آلمانی: Södingberg) یک منطقهٔ مسکونی در اتریش است که در ویتسبرگ واقع شده‌است. سودینگبرگ ۱۶٫۰۶ کیلومتر مربع مساحت دارد.